# Eudoxoides
Eudoxoides är ett släkte av nässeldjur. Eudoxoides ingår i familjen Diphyidae.
Kladogram enligt Catalogue of Life:
| Eudoxoides | \| \| Eudoxoides mitra \| \| \| \| \| \| Eudoxoides spiralis \| \| \| \| |
|            | \| \| Eudoxoides mitra \| \| \| \| \| \| Eudoxoides spiralis \| \| \| \| |
|            | Chelophyes                                                               |
|            |                                                                          |
|            | Dimophyes                                                                |
|            |                                                                          |
|            | Diphyes                                                                  |
|            |                                                                          |
|            | Eudoxia                                                                  |
|            |                                                                          |
|            | Lensia                                                                   |
|            |                                                                          |
|            | Muggiaea                                                                 |
|            |                                                                          |
|            | Sulceolaria                                                              |
|            |                                                                          |
|            | Sulculeolaria                                                            |
|            |                                                                          |
|            | Eudoxoides mitra                                                         |
|            |                                                                          |
|            | Eudoxoides spiralis                                                      |
|            |                                                                          |

|  | Eudoxoides mitra    |
|  |                     |
|  | Eudoxoides spiralis |
|  |                     |